# Khaini
Khaini är en indisk tobaksprodukt som liknar snus. Khaini består av mald svart tobak, limevatten, salt och parfym. Khaini klassas som "spit tobacco" av den indiska regeringen som utfärdar varningstext på förpackningarna, bland annat för att det innehåller nitrosaminer som är cancerframkallande.   
Det vanligaste är att man formar khaini till en boll i handen och "snusar" det under överläppen eller underläppen. På senare år har det också kommit versioner av khaini i mini-portionspåse. Kända märken är Kuber, Wizz och Ganesh. 
Det finns också "Pan-Khaini" som är en blandning av betelnöt och khaini.